# 優駿牝馬
優駿牝馬（ゆうしゅんひんば）は、日本中央競馬会（JRA）が東京競馬場で施行する中央競馬の重賞競走（GI）である。1965年から（オークス）の副称が付けられており、競馬番組表での名称は「優駿牝馬（オークス）」、回次を含める表記では「優駿牝馬（第○回オークス）」と表記している。
「オーク（Oak）」は、樫を意味する英語。「ダービーステークス」創設者の第12代ダービー卿エドワード・スミス・スタンレーは樫の森が茂る「オークス」と呼ばれる土地を所有しており、1779年にエリザベス・ハミルトンと結婚した際、記念に競馬を開催することを発案。その中に夫人の希望を入れて3歳牝馬のレースを行い、これが「オークスステークス」と名づけられたのが由来とされている。日本では本競走の優勝馬を「樫の女王」という通称で呼ぶこともある。
正賞は内閣総理大臣賞、日本馬主協会連合会会長賞。

## 概要
1938年にイギリスのオークスステークスを範として、4歳（現在：3歳）牝馬限定の「阪神優駿牝馬（はんしんゆうしゅんひんば）」を阪神競馬場（旧鳴尾競馬場）に創設。横浜農林省賞典四歳呼馬（現在：皐月賞）・東京優駿（日本ダービー）・京都農林省賞典四歳呼馬（現在：菊花賞）・中山四歳牝馬特別（現在：桜花賞）とともに日本のクラシック競走のひとつとされる。桜花賞は最もスピードのある繁殖牝馬の検定競走とされたのに対し、本競走はスピードとスタミナを兼ね備えた繁殖牝馬を選定するためのレースとされている。
距離は創設当初芝2700mだったが、1940年から1942年まで芝2450mで施行した後、1943年から芝2400mに変更。施行場も1946年から東京競馬場に変更され、この際に名称を「優駿牝馬」に改称。1965年から（オークス）の副称が付けられ、現在に至る。施行時期は1952年まで秋季だったが、1953年から春季に変更された。
1984年よりグレード制が施行され、GIに格付け。1995年から地方競馬所属馬が、2003年からは外国産馬がそれぞれ出走可能になり、2010年からは外国馬も出走可能な国際競走となった。
2018年から2020年まで、本競走の1着馬 - 3着馬には当該年に行われるヴェルメイユ賞への優先出走権が与えられていた。同年よりヴィクトリアマイル・安田記念とともにデスティナシオンフランスの名称で提携していたが、2021年より対象競走から外された。

### 競走条件
以下の内容は、2025年現在のもの。
出走資格: サラ系3歳牝馬（出走可能頭数 :最大18頭）
- JRA所属馬
- 地方競馬所属馬（後述）
- 外国調教馬（優先出走）

負担重量：馬齢（55kg）
- 第3回 - 第6回は57kg[2]。

未勝利馬・未出走馬（収得賞金が0の馬）には出走権がないものの、未勝利馬・未出走馬でも出走できるフローラステークス・スイートピーステークスで収得賞金を加算し、優先出走権を得れば出走できる。2017年までは、フローラステークス3着・スイートピーステークス2着でも優先出走権を得られたものの、これらの着順では収得賞金を得られないため、未勝利馬・未出走馬がこれらの着順となった場合は出走資格を得られなかった。
出馬投票を行った馬のうち優先出走権を持つ馬から優先して割り当て、その他の馬は通算収得賞金の総計が多い順に出走できる。なお、出馬投票の結果同順位の馬が多数おり出走可能頭数を超過した場合は、抽選で出走馬を決める。

### 優先出走権
出馬投票を行った外国馬は、優先出走できる。
JRA所属馬・地方競馬所属馬は以下の競走で所定の成績を収めた馬に、優先出走権が付与される。
| 競走名                                        | 格  | 競馬場     | 距離    | 必要な着順 |
| --------------------------------------------- | --- | ---------- | ------- | ---------- |
| 桜花賞                                        | GI  | 阪神競馬場 | 芝1600m | 5着以内    |
| フローラステークス （オークストライアル）     | GII | 東京競馬場 | 芝2000m | 2着以内    |
| スイートピーステークス （オークストライアル） | L   | 東京競馬場 | 芝1800m | 1着馬      |

地方競馬所属馬は上記のほか、NHKマイルカップの2着以内馬、およびJRAで施行する芝の3歳重賞競走優勝馬にも出走資格が与えられる。
その他の前哨戦
優先出走権の付与はされないが、以下のレースも本競走に繋がるレースとなっている。
| 競走名     | 格 | 競馬場     | 距離    |
| ---------- | -- | ---------- | ------- |
| 忘れな草賞 | L  | 阪神競馬場 | 芝2000m |

### 賞金
2025年の1着賞金は1億5000万円で、以下2着6000万円、3着3800万円、4着2300万円、5着1500万円。

## 歴史

### 年表
- 1938年：4歳牝馬限定の競走「阪神優駿牝馬」を創設[9]。
- 1939年：距離を2450メートルに短縮。1位入線のヒサヨシが競走後、薬物使用が判明し失格となり、2位入線のホシホマレが繰り上がりで優勝（ヒサヨシ事件）。
- 1943年：施行場を京都競馬場に変更、距離を2400メートルに短縮。
- 1944年・1945年：太平洋戦争の影響で中止。
- 1946年：施行場を東京競馬場に変更、名称も「優駿牝馬」に変更[9]。
- 1965年：これ以降「オークス」の副称が付く[9]。
- 1984年：グレード制導入、GI[注 1]に格付け。
- 1995年：指定交流競走となり、地方所属馬も出走が可能になる[2]。
- 2001年：馬齢表示を国際基準へ変更したことに伴い、出走条件を「3歳牝馬」に変更。
- 2003年：外国産馬が最大2頭まで出走可能となる[10]。
- 2007年：格付表記をJpnIに変更[17]。
- 2010年
  - 国際競走に指定され、外国調教馬・外国産馬が合わせて最大9頭まで出走可能となる[11]。
  - 格付表記をGI（国際格付）に変更[11]。
  - アパパネとサンテミリオンがJRA主催のGI・JpnIでは初の1着同着となった[18]。
- 2020年：新型コロナウイルス感染症（COVID-19）の感染拡大防止のため、「無観客競馬」として実施。
- 2024年：負担重量を馬齢表記に変更。

## 歴代優勝馬
優勝馬の馬齢は、2000年以前も現行表記に揃えている。
競馬場について、第5回までの「阪神」は鳴尾競馬場を表す。
競走名は第6回まで「阪神優駿牝馬」、第7回以降は「優駿牝馬」。
| 回数   | 施行日         | 競馬場 | 距離    | 優勝馬             | 性齢 | タイム          | 優勝騎手     | 管理調教師 | 馬主                                       | 単勝オッズ | 単勝人気 | 1着本賞金   |
| ------ | -------------- | ------ | ------- | ------------------ | ---- | --------------- | ------------ | ---------- | ------------------------------------------ | ---------- | -------- | ----------- |
| 第1回  | 1938年11月23日 | 阪神   | 2700m   | アステリモア       | 牝3  | 2:57 2/5        | 保田隆芳     | 尾形景造   | タイヘイ                                   |            | 1        |             |
| 第2回  | 1939年10月1日  | 阪神   | 2450m   | ホシホマレ         | 牝3  | 2:55 3/5 + 大差 | 佐々木猛     | 大久保房松 | ハクヨウ                                   | 2          |          |             |
| 第3回  | 1940年10月6日  | 阪神   | 2450m   | ルーネラ           | 牝3  | 2:38 0/5        | 近藤貞男     | 青池良佐   | 天野弥三郎                                 | 2          |          |             |
| 第4回  | 1941年10月5日  | 阪神   | 2450m   | テツバンザイ       | 牝3  | 2:43 1/5        | 稲葉幸夫     | 稲葉幸夫   | 鈴木甚四郎                                 | 1          |          |             |
| 第5回  | 1942年10月11日 | 阪神   | 2450m   | ロツクステーツ     | 牝3  | 2:39 0/5        | 玉谷敬治     | 尾形景造   | 吉田善助                                   | 1          |          |             |
| 第6回  | 1943年10月3日  | 京都   | 芝2400m | クリフジ           | 牝3  | 2:34 0/5        | 前田長吉     | 尾形景造   | 栗林友二                                   | 1          |          |             |
| 第7回  | 1946年11月24日 | 東京   | 芝2400m | ミツマサ           | 牝3  | 2:46 2/5        | 新屋幸吉     | 上村大治郎 | 東浜一行                                   | 1          |          |             |
| 第8回  | 1947年10月19日 | 東京   | 芝2400m | トキツカゼ         | 牝3  | 2:40 2/5        | 佐藤嘉秋     | 大久保房松 | 川口鷲太郎                                 | 1          |          |             |
| 第9回  | 1948年11月14日 | 東京   | 芝2400m | ヤシマヒメ         | 牝3  | 2:32 0/5        | 佐藤嘉秋     | 大久保房松 | 小林庄平                                   | 1          |          |             |
| 第10回 | 1949年11月13日 | 東京   | 芝2400m | キングナイト       | 牝3  | 2:38 0/5        | 高橋英夫     | 函館孫作   | 浜谷年雄                                   | 4          |          |             |
| 第11回 | 1950年11月19日 | 東京   | 芝2400m | コマミノル         | 牝3  | 2:38 0/5        | 渡辺正人     | 西塚十勝   | 山内伝作                                   | 6          |          |             |
| 第12回 | 1951年11月18日 | 東京   | 芝2400m | キヨフジ           | 牝3  | 2:33 4/5        | 阿部正太郎   | 田中和一郎 | 山口茂治                                   | 2          |          |             |
| 第13回 | 1952年10月5日  | 東京   | 芝2400m | スウヰイスー       | 牝3  | 2:31 2/5        | 八木沢勝美   | 松山吉三郎 | 高峰三枝子                                 | 2          |          |             |
| 第14回 | 1953年5月17日  | 東京   | 芝2400m | ジツホマレ         | 牝3  | 2:36 3/5        | 杉村一馬     | 杉村政春   | 中塚志つゑ                                 | 4          |          |             |
| 第15回 | 1954年5月22日  | 東京   | 芝2400m | ヤマイチ           | 牝3  | 2:39 0/5        | 八木沢勝美   | 尾形藤吉   | 永田雅一                                   | 3          |          |             |
| 第16回 | 1955年5月28日  | 東京   | 芝2400m | ヒロイチ           | 牝3  | 2:32 4/5        | 岩下密政     | 矢倉玉男   | 吉田一太郎                                 | 4          |          |             |
| 第17回 | 1956年5月27日  | 東京   | 芝2400m | フエアマンナ       | 牝3  | 2:33 4/5        | 佐藤嘉秋     | 大久保房松 | 小林庄平                                   | 5.8        | 2        | 120万円     |
| 第18回 | 1957年5月19日  | 東京   | 芝2400m | ミスオンワード     | 牝3  | 2:32 0/5        | 栗田勝       | 武田文吾   | 樫山純三                                   | 2.4        | 1        | 120万円     |
| 第19回 | 1958年5月18日  | 東京   | 芝2400m | ミスマルサ         | 牝3  | 2:33 0/5        | 八木沢勝美   | 古賀嘉蔵   | 木村健次                                   | 9.6        | 4        | 120万円     |
| 第20回 | 1959年5月17日  | 東京   | 芝2400m | オーカン           | 牝3  | 2:33 4/5        | 清田十一     | 伊藤勝吉   | 吉田一太郎                                 | 2.0        | 1        | 150万円     |
| 第21回 | 1960年5月22日  | 東京   | 芝2400m | スターロツチ       | 牝3  | 2:33.4          | 高松三太     | 松山吉三郎 | 藤井金次郎                                 | 37.8       | 9        | 200万円     |
| 第22回 | 1961年5月21日  | 東京   | 芝2400m | チトセホープ       | 牝3  | 2:32.5          | 伊藤修司     | 伊藤勝吉   | 野間勘一郎                                 | 2.9        | 1        | 400万円     |
| 第23回 | 1962年5月20日  | 東京   | 芝2400m | オーハヤブサ       | 牝3  | 2:31.9          | 藤本勝彦     | 藤本冨良   | 笠木政彦                                   | 21.7       | 8        | 400万円     |
| 第24回 | 1963年5月19日  | 東京   | 芝2400m | アイテイオー       | 牝3  | 2:32.4          | 伊藤竹男     | 久保田金造 | 伊藤忠雄                                   | 10.1       | 4        | 500万円     |
| 第25回 | 1964年5月24日  | 東京   | 芝2400m | カネケヤキ         | 牝3  | 2:31.1          | 野平祐二     | 杉浦照     | 金指吉昭                                   | 3.6        | 1        | 550万円     |
| 第26回 | 1965年5月23日  | 東京   | 芝2400m | ベロナ             | 牝3  | 2:31.3          | 加賀武見     | 田中和夫   | 田中はな                                   | 11.4       | 4        | 650万円     |
| 第27回 | 1966年5月22日  | 東京   | 芝2400m | ヒロヨシ           | 牝3  | 2:36.2          | 古山良司     | 久保田彦之 | 勝川玉子                                   | 20.6       | 5        | 700万円     |
| 第28回 | 1967年5月13日  | 東京   | 芝2400m | ヤマピツト         | 牝3  | 2:29.6          | 保田隆芳     | 浅見国一   | 小林信夫                                   | 3.0        | 1        | 1000万円    |
| 第29回 | 1968年6月30日  | 東京   | 芝2400m | ルピナス           | 牝3  | 2:31.6          | 中野渡清一   | 茂木為二郎 | 藤田正明                                   | 17.0       | 8        | 1300万円    |
| 第30回 | 1969年5月18日  | 東京   | 芝2400m | シャダイターキン   | 牝3  | 2:32.4          | 森安重勝     | 尾形藤吉   | 吉田善哉                                   | 19.8       | 5        | 1500万円    |
| 第31回 | 1970年5月17日  | 東京   | 芝2400m | ジュピック         | 牝3  | 2:40.6          | 森安重勝     | 工藤嘉見   | 松井照夫                                   | 31.2       | 12       | 1700万円    |
| 第32回 | 1971年6月6日   | 東京   | 芝2400m | カネヒムロ         | 牝3  | 2:36.0          | 岡部幸雄     | 成宮明光   | 金指利明                                   | 24.3       | 9        | 2000万円    |
| 第33回 | 1972年7月2日   | 東京   | 芝2400m | タケフブキ         | 牝3  | 2:28.8          | 嶋田功       | 稲葉幸夫   | 近藤たけ                                   | 10.9       | 3        | 2300万円    |
| 第34回 | 1973年5月20日  | 東京   | 芝2400m | ナスノチグサ       | 牝3  | 2:28.9          | 嶋田功       | 稲葉幸夫   | 那須野牧場                                 | 5.5        | 2        | 2600万円    |
| 第35回 | 1974年5月19日  | 東京   | 芝2400m | トウコウエルザ     | 牝3  | 2:29.1          | 嶋田功       | 仲住達弥   | 渡辺喜八郎                                 | 19.4       | 9        | 3000万円    |
| 第36回 | 1975年5月18日  | 東京   | 芝2400m | テスコガビー       | 牝3  | 2:30.6          | 菅原泰夫     | 仲住芳雄   | 長島忠雄                                   | 3.0        | 1        | 3400万円    |
| 第37回 | 1976年5月23日  | 東京   | 芝2400m | テイタニヤ         | 牝3  | 2:34.4          | 嶋田功       | 稲葉幸夫   | 原八衛                                     | 5.0        | 1        | 3800万円    |
| 第38回 | 1977年5月22日  | 東京   | 芝2400m | リニアクイン       | 牝3  | 2:28.1          | 松田幸春     | 松田由太郎 | 桶谷辰造                                   |            | 1        | 4000万円    |
| 第39回 | 1978年5月21日  | 東京   | 芝2400m | ファイブホープ     | 牝3  | 2:30.2          | 横山富雄     | 山岡寿恵次 | 榊原富夫                                   | 23.3       | 5        | 4100万円    |
| 第40回 | 1979年5月20日  | 東京   | 芝2400m | アグネスレディー   | 牝3  | 2:29.6          | 河内洋       | 長浜彦三郎 | 渡辺孝男                                   | 6.2        | 1        | 4100万円    |
| 第41回 | 1980年5月18日  | 東京   | 芝2400m | ケイキロク         | 牝3  | 2:32.3          | 岡部幸雄     | 浅見国一   | 内田敦子                                   | 29.8       | 10       | 4500万円    |
| 第42回 | 1981年5月24日  | 東京   | 芝2400m | テンモン           | 牝3  | 2:29.5          | 嶋田功       | 稲葉幸夫   | 原八衛                                     | 4.6        | 1        | 5000万円    |
| 第43回 | 1982年5月23日  | 東京   | 芝2400m | シャダイアイバー   | 牝3  | 2:28.6          | 加藤和宏     | 二本柳俊夫 | 吉田善哉                                   | 23.5       | 7        | 5400万円    |
| 第44回 | 1983年5月22日  | 東京   | 芝2400m | ダイナカール       | 牝3  | 2:30.9          | 岡部幸雄     | 高橋英夫   | （有）社台レースホース                     | 4.9        | 2        | 5600万円    |
| 第45回 | 1984年5月20日  | 東京   | 芝2400m | トウカイローマン   | 牝3  | 2:31.9          | 岡冨俊一     | 中村均     | 内村正則                                   | 27.7       | 9        | 5600万円    |
| 第46回 | 1985年5月19日  | 東京   | 芝2400m | ノアノハコブネ     | 牝3  | 2:30.7          | 音無秀孝     | 田中良平   | 小田切有一                                 | 84.9       | 21       | 5800万円    |
| 第47回 | 1986年5月18日  | 東京   | 芝2400m | メジロラモーヌ     | 牝3  | 2:29.6          | 河内洋       | 奥平真治   | （有）メジロ牧場                           | 1.8        | 1        | 6000万円    |
| 第48回 | 1987年5月24日  | 東京   | 芝2400m | マックスビューティ | 牝3  | 2:30.9          | 田原成貴     | 伊藤雄二   | 田所祐                                     | 1.8        | 1        | 6500万円    |
| 第49回 | 1988年5月22日  | 東京   | 芝2400m | コスモドリーム     | 牝3  | 2:28.3          | 熊沢重文     | 松田博資   | 田邉廣己                                   | 23.1       | 10       | 7000万円    |
| 第50回 | 1989年5月21日  | 東京   | 芝2400m | ライトカラー       | 牝3  | 2:29.0          | 田島良保     | 清田十一   | 伊藤照三                                   | 34.8       | 10       | 7800万円    |
| 第51回 | 1990年5月20日  | 東京   | 芝2400m | エイシンサニー     | 牝3  | 2:26.1          | 岸滋彦       | 坂口正則   | 平井豊光                                   | 12.2       | 5        | 8300万円    |
| 第52回 | 1991年5月19日  | 東京   | 芝2400m | イソノルーブル     | 牝3  | 2:27.8          | 松永幹夫     | 清水久雄   | 磯野俊雄                                   | 12.1       | 4        | 9000万円    |
| 第53回 | 1992年5月24日  | 東京   | 芝2400m | アドラーブル       | 牝3  | 2:28.9          | 村本善之     | 小林稔     | 根岸治男                                   | 15.1       | 4        | 9600万円    |
| 第54回 | 1993年5月23日  | 東京   | 芝2400m | ベガ               | 牝3  | 2:27.3          | 武豊         | 松田博資   | 吉田和子                                   | 3.4        | 1        | 9600万円    |
| 第55回 | 1994年5月22日  | 東京   | 芝2400m | チョウカイキャロル | 牝3  | 2:27.5          | 小島貞博     | 鶴留明雄   | 新田嘉一                                   | 4.7        | 2        | 9600万円    |
| 第56回 | 1995年5月21日  | 東京   | 芝2400m | ダンスパートナー   | 牝3  | 2:26.7          | 武豊         | 白井寿昭   | 吉田勝己                                   | 4.6        | 3        | 9700万円    |
| 第57回 | 1996年5月26日  | 東京   | 芝2400m | エアグルーヴ       | 牝3  | 2:29.1          | 武豊         | 伊藤雄二   | 吉原毎文                                   | 2.5        | 1        | 9700万円    |
| 第58回 | 1997年5月25日  | 東京   | 芝2400m | メジロドーベル     | 牝3  | 2:27.7          | 吉田豊       | 大久保洋吉 | メジロ商事（株）                           | 2.9        | 2        | 9700万円    |
| 第59回 | 1998年5月31日  | 東京   | 芝2400m | エリモエクセル     | 牝3  | 2:28.1          | 的場均       | 加藤敬二   | 山本慎一                                   | 13.4       | 7        | 9700万円    |
| 第60回 | 1999年5月30日  | 東京   | 芝2400m | ウメノファイバー   | 牝3  | 2:26.9          | 蛯名正義     | 相沢郁     | 梅崎敏則                                   | 16.9       | 7        | 9700万円    |
| 第61回 | 2000年5月21日  | 東京   | 芝2400m | シルクプリマドンナ | 牝3  | 2:30.2          | 藤田伸二     | 山内研二   | （有）シルク                               | 3.7        | 1        | 9700万円    |
| 第62回 | 2001年5月20日  | 東京   | 芝2400m | レディパステル     | 牝3  | 2:26.3          | K.デザーモ   | 田中清隆   | （株）ロードホースクラブ                   | 17.6       | 5        | 9700万円    |
| 第63回 | 2002年5月19日  | 東京   | 芝2400m | スマイルトゥモロー | 牝3  | 2:27.7          | 吉田豊       | 勢司和浩   | 飯田正剛                                   | 10.5       | 4        | 9700万円    |
| 第64回 | 2003年5月25日  | 東京   | 芝2400m | スティルインラブ   | 牝3  | 2:27.5          | 幸英明       | 松元省一   | （有）ノースヒルズマネジメント             | 5.6        | 2        | 9700万円    |
| 第65回 | 2004年5月23日  | 東京   | 芝2400m | ダイワエルシエーロ | 牝3  | 2:27.2          | 福永祐一     | 松田国英   | 大和商事（株）                             | 21.4       | 6        | 9700万円    |
| 第66回 | 2005年5月22日  | 東京   | 芝2400m | シーザリオ         | 牝3  | 2:28.8          | 福永祐一     | 角居勝彦   | （有）キャロットファーム                   | 1.5        | 1        | 9700万円    |
| 第67回 | 2006年5月21日  | 東京   | 芝2400m | カワカミプリンセス | 牝3  | 2:26.2          | 本田優       | 西浦勝一   | 三石川上牧場                               | 6.7        | 3        | 9700万円    |
| 第68回 | 2007年5月20日  | 東京   | 芝2400m | ローブデコルテ     | 牝3  | 2:25.3          | 福永祐一     | 松元茂樹   | 前田幸治                                   | 11.7       | 5        | 9700万円    |
| 第69回 | 2008年5月25日  | 東京   | 芝2400m | トールポピー       | 牝3  | 2:28.8          | 池添謙一     | 角居勝彦   | （有）キャロットファーム                   | 9.7        | 4        | 9700万円    |
| 第70回 | 2009年5月24日  | 東京   | 芝2400m | ブエナビスタ       | 牝3  | 2:26.1          | 安藤勝己     | 松田博資   | （有）サンデーレーシング                   | 1.4        | 1        | 9700万円    |
| 第71回 | 2010年5月23日  | 東京   | 芝2400m | アパパネ           | 牝3  | 2:29.9 （同着） | 蛯名正義     | 国枝栄     | （株）金子真人ホールディングス             | 3.8        | 1        | 9700万円    |
| 第71回 | 2010年5月23日  | 東京   | 芝2400m | サンテミリオン     | 牝3  | 2:29.9 （同着） | 横山典弘     | 古賀慎明   | 吉田照哉                                   | 8.5        | 5        | 9700万円    |
| 第72回 | 2011年5月22日  | 東京   | 芝2400m | エリンコート       | 牝3  | 2:25.7          | 後藤浩輝     | 笹田和秀   | 吉田照哉                                   | 37.2       | 7        | 9700万円    |
| 第73回 | 2012年5月20日  | 東京   | 芝2400m | ジェンティルドンナ | 牝3  | 2:23.6          | 川田将雅     | 石坂正     | （有）サンデーレーシング                   | 5.6        | 3        | 9700万円    |
| 第74回 | 2013年5月19日  | 東京   | 芝2400m | メイショウマンボ   | 牝3  | 2:25.2          | 武幸四郎     | 飯田明弘   | 松本好雄                                   | 28.5       | 9        | 9700万円    |
| 第75回 | 2014年5月25日  | 東京   | 芝2400m | ヌーヴォレコルト   | 牝3  | 2:25.8          | 岩田康誠     | 斎藤誠     | 原禮子                                     | 9.8        | 2        | 9700万円    |
| 第76回 | 2015年5月24日  | 東京   | 芝2400m | ミッキークイーン   | 牝3  | 2:25.0          | 浜中俊       | 池江泰寿   | 野田みづき                                 | 6.8        | 3        | 9700万円    |
| 第77回 | 2016年5月22日  | 東京   | 芝2400m | シンハライト       | 牝3  | 2:25.0          | 池添謙一     | 石坂正     | （有）キャロットファーム                   | 2.0        | 1        | 1億円       |
| 第78回 | 2017年5月21日  | 東京   | 芝2400m | ソウルスターリング | 牝3  | 2:24.1          | C.ルメール   | 藤沢和雄   | （有）社台レースホース                     | 2.4        | 1        | 1億円       |
| 第79回 | 2018年5月20日  | 東京   | 芝2400m | アーモンドアイ     | 牝3  | 2:23.8          | C.ルメール   | 国枝栄     | （有）シルクレーシング                     | 1.7        | 1        | 1億円       |
| 第80回 | 2019年5月19日  | 東京   | 芝2400m | ラヴズオンリーユー | 牝3  | R2:22.8         | M.デムーロ   | 矢作芳人   | DMMドリームクラブ（株）                    | 4.0        | 1        | 1億円       |
| 第81回 | 2020年5月24日  | 東京   | 芝2400m | デアリングタクト   | 牝3  | 2:24.4          | 松山弘平     | 杉山晴紀   | （株）ノルマンディーサラブレッドレーシング | 1.6        | 1        | 1億1000万円 |
| 第82回 | 2021年5月23日  | 東京   | 芝2400m | ユーバーレーベン   | 牝3  | 2:24.5          | M.デムーロ   | 手塚貴久   | （株）サラブレッドクラブ・ラフィアン       | 8.9        | 3        | 1億1000万円 |
| 第83回 | 2022年5月22日  | 東京   | 芝2400m | スターズオンアース | 牝3  | 2:23.9          | C.ルメール   | 高柳瑞樹   | （有）社台レースホース                     | 6.5        | 3        | 1億4000万円 |
| 第84回 | 2023年5月21日  | 東京   | 芝2400m | リバティアイランド | 牝3  | 2:23.1          | 川田将雅     | 中内田充正 | （有）サンデーレーシング                   | 1.4        | 1        | 1億5000万円 |
| 第85回 | 2024年5月19日  | 東京   | 芝2400m | チェルヴィニア     | 牝3  | 2:24.0          | C.ルメール   | 木村哲也   | （有）サンデーレーシング                   | 4.6        | 2        | 1億5000万円 |
| 第86回 | 2025年5月25日  | 東京   | 芝2400m | カムニャック       | 牝3  | 2:25.7          | A.シュタルケ | 友道康夫   | （株）金子真人ホールディングス             | 14.3       | 4        | 1億5000万円 |

## 優駿牝馬の記録
- レースレコード 2:22.8（第80回優勝馬ラヴズオンリーユー）[21]
  - 優勝タイム最遅記録 - 2:46 2/5（第7回優勝馬ミツマサ）[22]
- 最多優勝騎手：5勝
  - 嶋田功（第33回・第34回・第35回・第37回・第42回）[23]
- 最多優勝調教師：5勝
  - 尾形藤吉（第1回・第5回・第6回・第15回・第30回）
  - 稲葉幸夫（第4回[24]・第33回・第34回・第37回・第42回）[25][26]
- 同一騎手の最多連覇記録：3連覇
  - 嶋田功（第33 - 35回）
- 最多優勝馬主：4勝
  - （有）サンデーレーシング（第70回・第73回・第83回・第84回）
- 最多勝利種牡馬：4勝
  - セフト（第9 - 11回・第13回）、パーソロン（第32 - 35回）、ディープインパクト（第73回・第76回・第77回・第80回）
- 最年少勝利騎手：熊沢重文（第49回・20歳3ヶ月）[27]
- 最年長勝利騎手：アンドレアシュ・シュタルケ（第86回・51歳4ヶ月）
- 親子制覇
  - クリフジ：ヤマイチ
  - ダイナカール：エアグルーヴ

- 姉妹制覇
  - 無し

- 騎手・調教師の両方で優勝
  - 稲葉幸夫（第4回(調騎兼業)、第33回・第34回・第37回・第42回）、高橋英夫（第10回、第44回）、清田十一（第20回、第50回）